# Sidenguldstekel
Sidenguldstekel (Pseudospinolia neglecta) är en art i insektsordningen steklar som tillhör familjen guldsteklar.

## Kännetecken
Sidenguldstekeln har en kroppslängd på 5 till 9 millimeter. I jämförelse med andra närbesläktade arter ger den ett ganska slankt intryck vad gäller kroppsbyggnaden. Framkroppen är blågrön och bakkroppen är guldröd, med rundad bakkroppsspets. 

## Utbredning
Sidenguldstekeln finns i Europa och österut till centrala Asien. I Sverige har dess utbredning minskat kraftigt under 1900-talet. Tidigare fanns den från Skåne i söder till Dalsland, Närke och Gästrikland i norr, samt på Öland och Gotland. 

### Status
I Sverige är sidenguldstekeln sedan 2015 klassad som sårbar. Det är troligt att den försvunnit från större delen av sitt tidigare utbredningsområde. Orsaken till dess tillbakagång är inte helt känd, men beror troligtvis på flera samverkande faktorer. Längre söderut i Europa, särskilt i de centrala delarna, är arten vanligare.

## Levnadssätt
Sidenguldstekeln har ett parasitiskt levnadssätt som larv och dess värdart är främst den solitära getingen Odynerus spinipes. Denna geting har under 1900-talet blivit ganska sällsynt i Sverige, troligtvis främst på grund av habitatförlust och ökad brist på lämpliga boplatser, som lertegelväggar. Detta har i sin tur sannolikt påverkat sidenguldstekelns populationer negativt, eftersom den är bunden till de platser där dess värdart finns. 

### Fortplantning
Sidenguldstekelns hona tar sig in i getingens bo när denna är borta och lägger ägg i äggceller som ännu inte tillslutits, det vill säga i sådana celler där det finns en getinglarv som ännu inte förpuppat sig. Ofta gömmer sidenguldstekelhonan sitt ägg under de döda vivellarver som getinghonan samlat och lagt i äggcellen som föda till sin egen larv. Efter några dygn kläcks sidenguldstekelägget till en larv. Denna attackerar sin värd, getinglarven, och livnär sig genom att gradvis suga ut den.